# Richterhof (Gemeinde Kottes-Purk)
Richterhof ist eine Ortschaft und eine Katastralgemeinde der Gemeinde Kottes-Purk im Bezirk Zwettl in Niederösterreich.

## Geographie
Die nur über Nebenstraßen erreichbare Rotte befindet sich südlich von Felles und wird vom Kroisbach durchflossen. Zur Ortschaft zählt auch die Bannholzmühle etwas weiter südlich, die von der Kleinen Krems angetrieben wird.

## Geschichte
Der Ort wird spätestens 1361 zum ersten Mal schriftlich erwähnt.
Im Eintrag der Josephinischen Fassion aus Jahre 1786/87 gab es im heutigen Ort 5 Häuser.
Im Jahr 1822 wurde der Ort als Dorf mit acht Häusern genannt, das nach Kottes eingepfarrt war, wohin auch die Kinder eingeschult wurden. Die Herrschaft Prandhof besaß die Ortsobrigkeit, besorgte die Konskription und übte die Landgerichtsbarkeit. Die Untertanen und Grundholde des Ortes gehörten der Herrschaft Prandhof.
Nach der Entstehung der Ortsgemeinden 1849 wurde der Ort eine Katastralgemeinde der Ortsgemeinde Reichpolds.
Im Adressbuch von Österreich war im Jahr 1938 im Weiler Richterhof ein Gutshof mit einer Pension verzeichnet.
Im Zuge der Niederösterreichischen Kommunalstrukturverbesserung wurde der Ort durch die Auflösung der Gemeinde Reichpolds am 1. Januar 1967 ein Teil der Gemeinde Kottes-Purk.

## Siedlungsentwicklung
Zum Jahreswechsel 1979/1980 befanden sich in der Katastralgemeinde Richterhof insgesamt 9 Bauflächen mit 3.935 m² und 10 Gärten auf 4.236 m², 1989/1990 gab es 9 Bauflächen. 1999/2000 war die Zahl der Bauflächen auf 22 angewachsen und 2009/2010 bestanden 14 Gebäude auf 30 Bauflächen.

## Bodennutzung
Die Katastralgemeinde ist landwirtschaftlich geprägt. 50 Hektar wurden zum Jahreswechsel 1979/1980 landwirtschaftlich genutzt und 14 Hektar waren forstwirtschaftlich geführte Waldflächen. 1999/2000 wurde auf 46 Hektar Landwirtschaft betrieben und 17 Hektar waren als forstwirtschaftlich genutzte Flächen ausgewiesen. Ende 2018 waren 40 Hektar als landwirtschaftliche Flächen genutzt und Forstwirtschaft wurde auf 19 Hektar betrieben. Die durchschnittliche Bodenklimazahl von Richterhof beträgt 23,5 (Stand 2010).